# 순수의 시대 (1993년 영화)
《순수의 시대》(영어: The Age of Innocence)는 1993년 미국의 로맨스 시대극 영화로, 이디스 워튼의 동명 역사 소설을 영화화한 작품이다. 마틴 스코세이지 감독의 연출작이며  대니얼 데이루이스, 미셸 파이퍼, 미리엄 마걸리스, 위노나 라이더가 출연한다.

## 출연진
- 대니얼 데이루이스 - 뉼런드 아처
- 미셸 파이퍼 - 엘런 올렌스카
- 위노나 라이더 - 메이 웰랜드
- 미리엄 마걸리스 - 밍것 부인
- 제럴딘 채플린 - 웰랜드 부인
- 마이클 고프 - 헨리 밴더라이든
- 리처드 E. 그랜트 - 래리 레퍼츠
- 메리 베스 허트 - 리지나 보포트
- 로버트 숀 레너드 - 테드 아처
- 노먼 로이드 - 레터블레어 선생
- 앨릭 매카원 - 실러턴 잭슨
- 샨 필립스 - 아처 부인
- 조너선 프라이스 - 리비에르
- 알렉시스 스미스 - 루이자 밴더라이든
- 스튜어트 윌슨 - 줄리어스 보포트
- 준 스퀴브 - 밍것 부인의 하녀
- 조앤 우드워드 - 해설